# Martorelles
Martorelles – gmina w Hiszpanii, w prowincji Barcelona, w Katalonii, o powierzchni 3,64 km². W 2011 roku gmina liczyła 4927 mieszkańców.
To właśnie w Martorelles as motocyklowy Ricardo Tormo rozbił się i roztrzaskał nogę w 1984 r. Podczas treningu do wyścigu, kończąc karierę. Samochód wjechał w nieograniczony obszar na zamkniętym terenie przemysłowym, na którym ćwiczył jego zespół Derbi, i uderzył w samochód.